# Астерикс и Обеликс: Мисија Клеопатра
Астерикс и Обеликс: Мисија Клеопатра (фр. Astérix et Obélix : Mission Cléopâtre) француска је филмска комедија из 2002. године. Режију и сценарио потписује Ален Шаба, по франшизи Астерикс Ренеа Госинија и Албера Идерзоа. Наставак је филма Астерикс и Обеликс против Цезара (1999) и други део филмског серијала Астерикс.
Темељи се на стрипу Астерикс и Клеопатра, који је претходно послужио као подлога за радњу анимираног филма из 1968. године. Кристијан Клавје и Жерар Депардје понављају своје улоге Астерикса и Обеликса, уз Монику Белучи као придошлицу у улози Клеопатре VII.
Био је најскупљи француски филм у то време, пре него га је две године касније прешао филм Веридба је дуго трајала (2004). Добио је позитивне рецензије критичара и остварио велики успех на благајнама у Француској, поставши најуспешнији филм у последњих 36 година и остваривши други највећи комерцијални успех свих времена после филма Велика авантура (1966).

## Радња
Клеопатра, да би убедила Цезара да је њен народ још увек снажан, обећава да ће му саградити најлепшу палату за три месеца. Тај нереални задатак добија Нумеробис. Уколико испуни Клеопатрин захтев биће обасут златом, али ако не успе, биће бачен крокодилима. Нумеробис позива у помоћ пријатеље: Астерикса, Обеликса и друида.

## Улоге
| Глумац              | Улога                |
| ------------------- | -------------------- |
| Кристијан Клавје    | Астерикс             |
| Жерар Депардје      | Обеликс              |
| Моника Белучи       | Клеопатра VII        |
| Ален Шаба           | Гај Јулије Цезар     |
| Жамел Дебуз         | Нумеробис            |
| Диједон Мбала Мбала | Кај Сеплус           |
| Клод Риш            | Панорамикс           |
| Жерар Дармон        | Амонбофис            |
| Шантал Лоби         | Гнидобус             |
| Едуар Монтут        | Некуксис             |
| Едуар Бер           | Отис                 |
| Жан Бенгиги         | Малококсис           |
| Жан-Пол Рув         | Кај Антивирус        |
| Бернар Фарси        | Риђобради            |
| Изабел Нанти        | Билајнис / Ајтинерис |
| Клод Бери           | Клеопатрин сликар    |
| Ема де Кон          | Цезарева секретарица |
| Ноеми Леноар        | Гивмиекис            |